# Lakeside (Missouri)
Lakeside is een plaats (city) in de Amerikaanse staat Missouri, en valt bestuurlijk gezien onder Miller County.

## Demografie
Bij de volkstelling in 2000 werd het aantal inwoners vastgesteld op 37.
In 2006 is het aantal inwoners door het United States Census Bureau geschat op 38, een stijging van 1 (2,7%).

## Geografie
Volgens het United States Census Bureau beslaat de plaats een oppervlakte van
1,7 km², waarvan 0,9 km² land en 0,8 km² water.
Lakeside ligt aan de Osage River aan de noordzijde van de Bagnell Dam. Aan de overzijde van de dam ligt Lake Ozark. De stuwdam werd gebouwd tussen 1922 en 1931 om een waterkrachtcentrale aan te drijven. Acher de dam strekt zich het langgerekte en grillige Lake of the Ozarks uit.

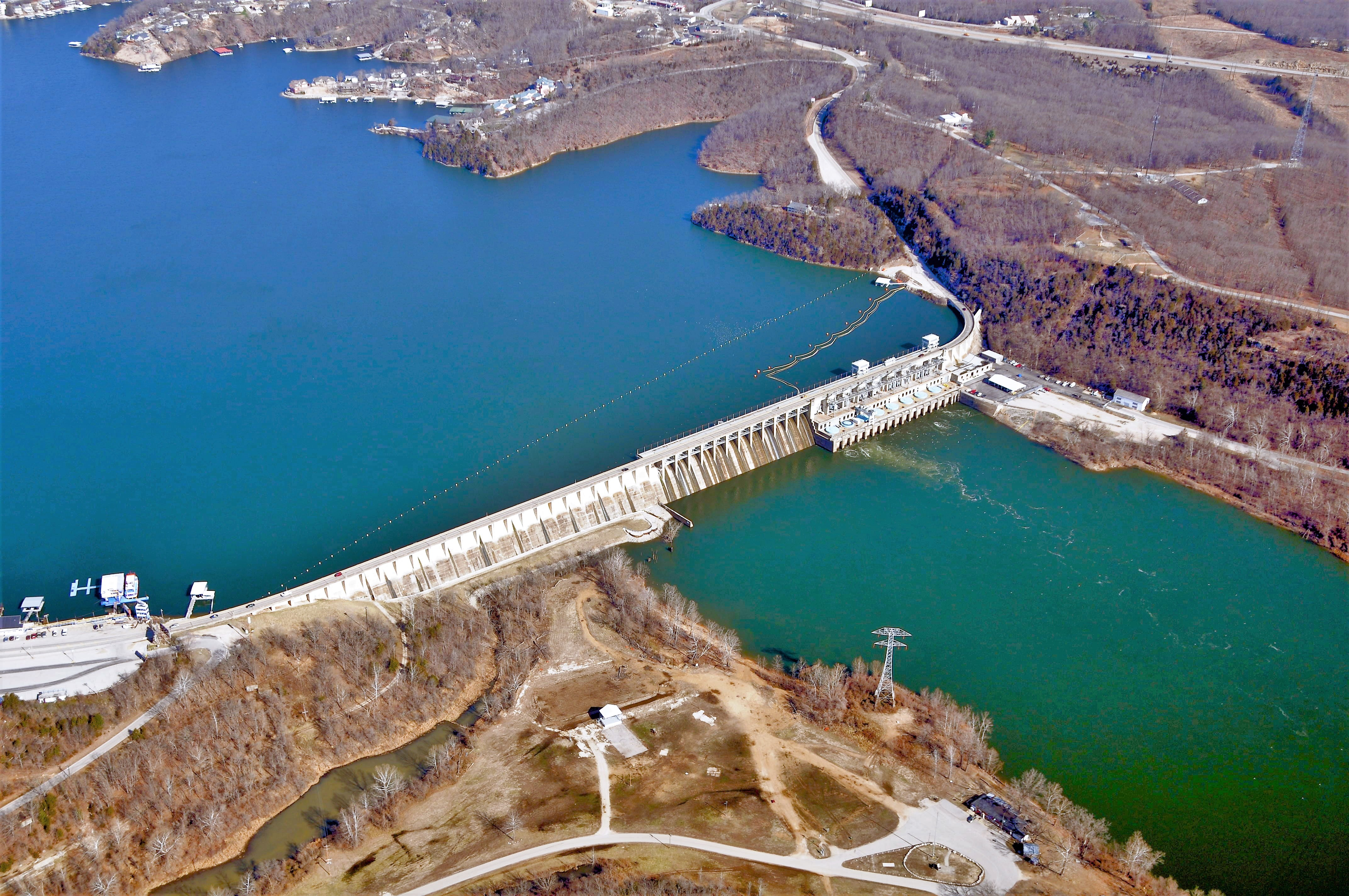
De Bagnell Dam met Lakeside aan de bovenzijde van de foto

## Plaatsen in de nabije omgeving
De onderstaande figuur toont nabijgelegen plaatsen in een straal van 16 km rond Lakeside.